# Erna Bogen-Bogáti

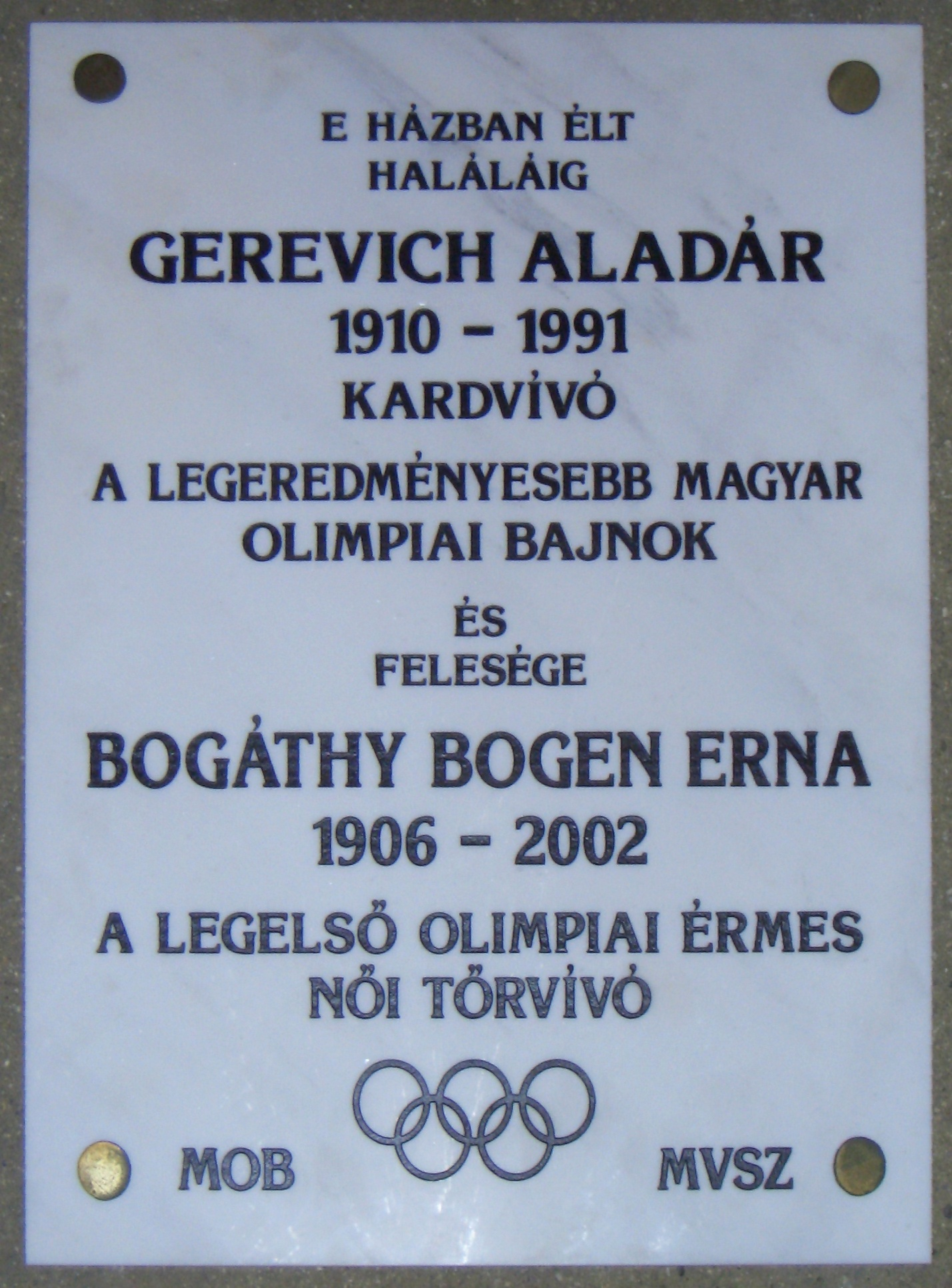
Tablica pamiątkowa w Budapeszcie

Erna Bogen-Bogáti (ur. 31 grudnia 1906 w Jarosławiu, zm. 23 listopada 2002 w Budapeszcie) – węgierska florecistka, brązowa medalistka olimpijska, wielokrotna medalistka mistrzostw świata i mistrzostw Węgier.
Bogen-Bogáti w latach 1928–1937 była członkinią węgierskiej reprezentacji w szermierce. Na igrzyskach olimpijskich w Amsterdamie w 1928 roku w turnieju indywidualnym odpadła w półfinałach. Na rozgrywanych cztery lata później igrzyskach olimpijskich w Los Angeles wywalczyła brązowy medal w zawodach indywidualnych. W rundzie finałowej wygrała siedem z dziewięciu pojedynków i uplasowała się za Austriaczką Ellen Müller-Preis i Judy Guinness z Wielkiej Brytanii. Brała też udział w igrzyskach olimpijskich w Berlinie w 1936 roku, gdzie dotarła do ćwierćfinałów.
Podczas mistrzostw świata w Wiedniu w 1931 roku (zawody tego cyklu oficjalnie pod tą nazwą rozgrywane są dopiero od 1937) zdobyła srebrny medal w zawodach indywidualnych, przegrywając tylko z Niemką Helene Mayer. Wynik ten powtórzyła na mistrzostwach świata w Budapeszcie dwa lata później, tym razem przegrywając z Brytyjką Gwendoline Neligan. Na tej samej imprezie razem z koleżankami z reprezentacji zdobyła drużynowo złoty medal. W zawodach drużynowych zdobywała następnie złote medale na mistrzostwach świata w Warszawie (1934), mistrzostwach świata w Lozannie (1935) i mistrzostwach świata w Paryżu (1937) oraz srebrny na mistrzostwach świata w San Remo (1936).
Ojcem Bogen-Bogáti był Albert Bógathy (drużynowy wicemistrz olimpijski w szabli z 1912). Jej mężem był Aladár Gerevich (dziesięciokrotny medalista olimpijski w szabli i florecie, w tym siedmiokrotny mistrz olimpijski; para wzięła ślub w 1938), z którym miała syna – Pála Gerevicha, który również był medalistą olimpijskim (brązowe medale drużynowo w szabli w 1972 i 1980). Ponadto Bogen-Bogáti była teściową Gyöngyi Bardi-Gerevich (żony Pála Gerevicha, będącej siatkarką i dwukrotną olimpijką, która w 1976 i 1980 zajmowała w turniejach olimpijskich 4. pozycje).
Wielokrotna medalistka mistrzostw kraju, w tym złota indywidualnie w latach 1929–1935, 1938–1939, 1941 i 1943–1944 oraz drużynowo w latach 1940, 1943–1944 i 1952. Odznaczona Medalem Zasługi Miklósa Toldiego.